# NGC 2392
NGC 2392 es una nebulosa planetaria en la constelación de Géminis. Por su curiosa apariencia, que recuerda a la cara de una persona rodeada por una capucha, recibe también los nombres de nebulosa Esquimal. Se encuentra, según autores, a unos 3000 o 5000 años luz de distancia de la Tierra. 
La edad de NGC 2392 se estima en unos 10 000 años, y está compuesta por dos lóbulos elípticos de materia saliendo de la estrella moribunda. Desde nuestra perspectiva, uno de los lóbulos está delante del otro.
Se cree que la forma de la nebulosa se debe a un anillo de material denso alrededor del ecuador de la estrella expulsado durante la fase de gigante roja. Este material denso es arrastrado a una velocidad de 115 000 km/h, impidiendo que el viento estelar, que posee una velocidad mucho mayor, empuje la materia a lo largo del ecuador. Por el contrario, este viento de gran velocidad (1,5 millones de km/h) barre material por encima y debajo de la estrella, formando burbujas alargadas. Estas burbujas, de 1 año luz de longitud y la mitad de anchura, tienen filamentos de materia más densa. No obstante, las líneas que van de dentro a afuera en el anillo exterior (en la capucha) no tienen todavía explicación, si bien su origen puede deberse a la colisión entre gases de baja y alta velocidad.
Fue descubierta por William Herschel el 17 de enero de 1787.

## Más información
También se denomina como: Nebulosa Cara de Payaso . 
Esta colorida nebulosa fue descubierta en 1787 por el astrónomo británico sir William Herschel. En el año 2000, el telescopio espacial Hubble tomó una fotografía de la nebulosa que la hizo famosa en todo el mundo. La imagen revela con un detalle un reborde de apariencia peluda, como la capucha de un esquimal o innuit. 

## Observación

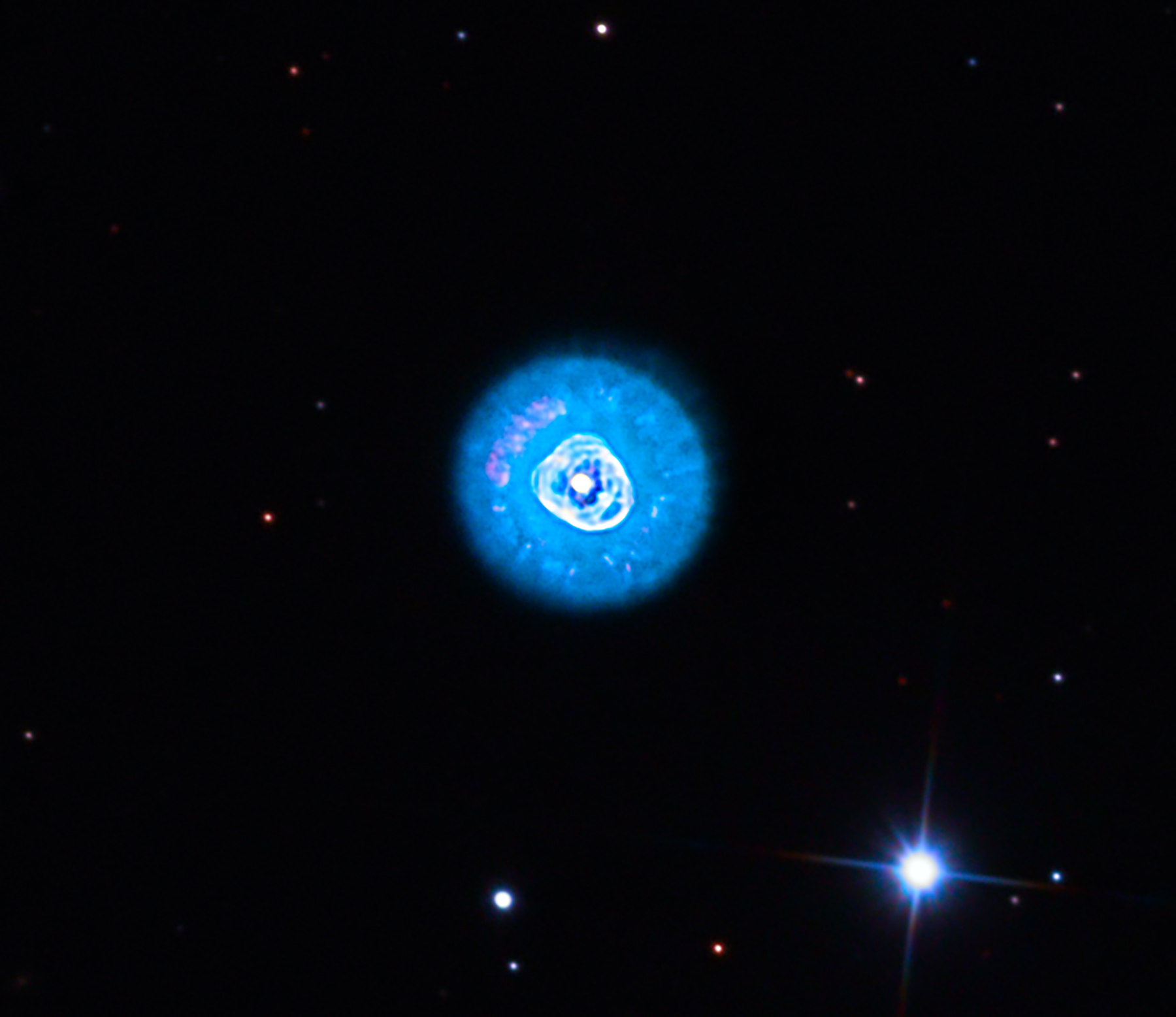
Nebulosa Esquimal

Si bien es bastante brillante (magnitud +8,3), para observar algún detalle se necesita un telescopio grande con buen aumento, y probablemente un filtro nebular. De todas maneras, no se puede observar la cara, que sólo es visible mediante fotografías de elevada resolución tomadas con aparatos de gran tamaño.